# Teinopodagrion chinchaysuyum
Teinopodagrion chinchaysuyum – gatunek ważki z rodziny Megapodagrionidae. Endemit centralnego Peru.